# Jail
Jail — концертний альбом американської блюзової співачки Біг Мами Торнтон, випущений у 1975 році лейблом Vanguard Records. Записаний у середині 1970-х років у двох східно-західних в'язницях: в'язниці штату в Монро (Вашингтон) і виправній колонії штату Орегон (Юджин, Орегон).

## Опис
Альбом складається із двох концертів, записаних у східно-західних в'язницях: у в'язниці штату в Монро (Вашингтон) і виправній колонії штату Орегон (Юджин, Орегон). Торнтон виступала у складі гурту, до якого увійшли: Джордж «Гармоніка» Сміт (губна гармоніка), Бі Х'юстон і Стів Вахсман (гітара), Білл Портер (тенор-саксофон), Дж. Д. Ніколс (фортепіано), Брюс Сіверсон (бас) і Тодд Нельсон (ударні). Торнтон дозволяє тут багато іспровізувати музикантам, особливо на шестихвилинних версіях «Little Red Rooster» і «Ball and Chain». У своїй передмові до «Ball and Chain» Торнтон спочатку віддає належне Дженіс Джоплін, а потім нагадує аудиторії, «я написала цю пісню».

## Список композицій
1. «Little Red Rooster» (Віллі Діксон) — 6:01
2. «Ball and Chain» (Біг Мама Торнтон) — 6:40
3. «Jail» (Біг Мама Торнтон) — 5:50
4. «Hound Dog» (Джеррі Лібер, Майк Столлер) — 2:45
5. «Rock Me Baby» (народна) — 6:41
6. «Sheriff O.E. & Me» (Аллен Вейн) — 3:20
7. «Oh Happy Day» (Едвін Гокінс) — 3:52

## Учасники запису
- Біг Мама Торнтон — вокал
- Джордж «Гармоніка» Сміт — губна гармоніка (3, 6, 7)
- Бі Х'юстон, Стів Вахсман — гітара
- Білл Портер — тенор-саксофон
- Дж. Д. Ніколс — фортепіано
- Брюс Сіверсон — бас
- Тодд Нельсон — ударні

Технічний персонал
- «Дженерал Хог» Вайлер — продюсер
- Джон Кілгор — інженер